# Politický systém Irska
Irsko je zastupitelská demokracie, parlamentní republika s vícestranickým systémem.
Oireachtas je irský dvoukomorový parlament. Dáil Éireann je dolní komora čítající 166 členů. Při volbách do Dáilu se používá systém jednoho přenosného hlasu. Volič na předložené kandidátní listině daného vícemandátového volebního obvodu, kde jsou kandidáti různých stran seřazeni abecedně, označuje u jednotlivých jmen pořadí v jakém by zvolení jejich nositelů preferoval. Pro vyhodnocování voleb je používána Droopova kvóta. Seanad Éireann (Senát) je horní komora čítající 60 senátorů.
Taoiseach, irský předseda vlády, je jmenován prezidentem na návrh Dáilu.
Irský prezident je jako hlava státu volen přímo alternativním hlasováním na 7 let, může být zvolen maximálně dvakrát.
Od roku 1941 musí být každá novelizace ústavy schválena v referendu, ve kterém není stanoveno kvórum.